# Zweedse Afrikacompagnie

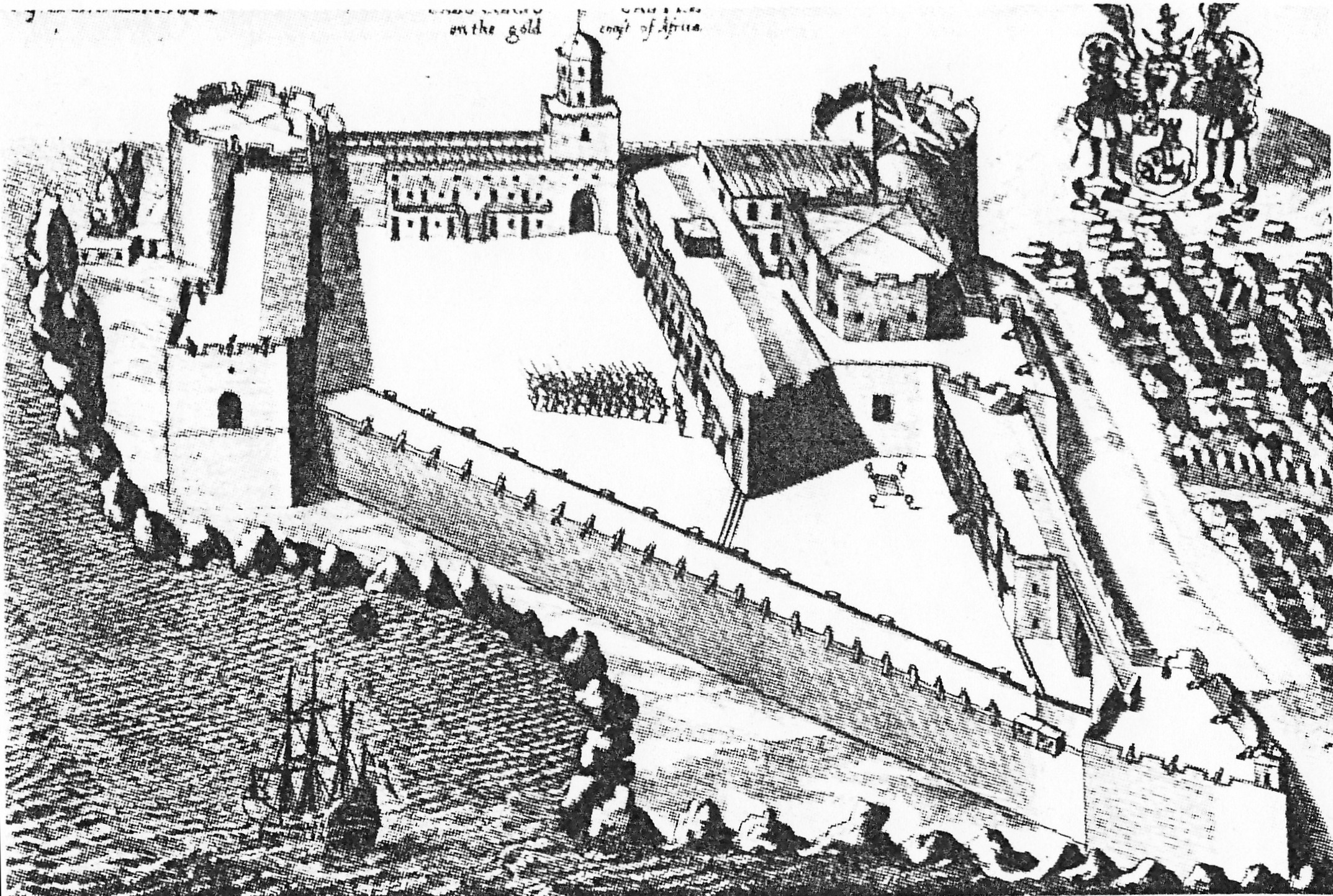
Fort Carolusborg (1682), gebouwd op initiatief van Carloff

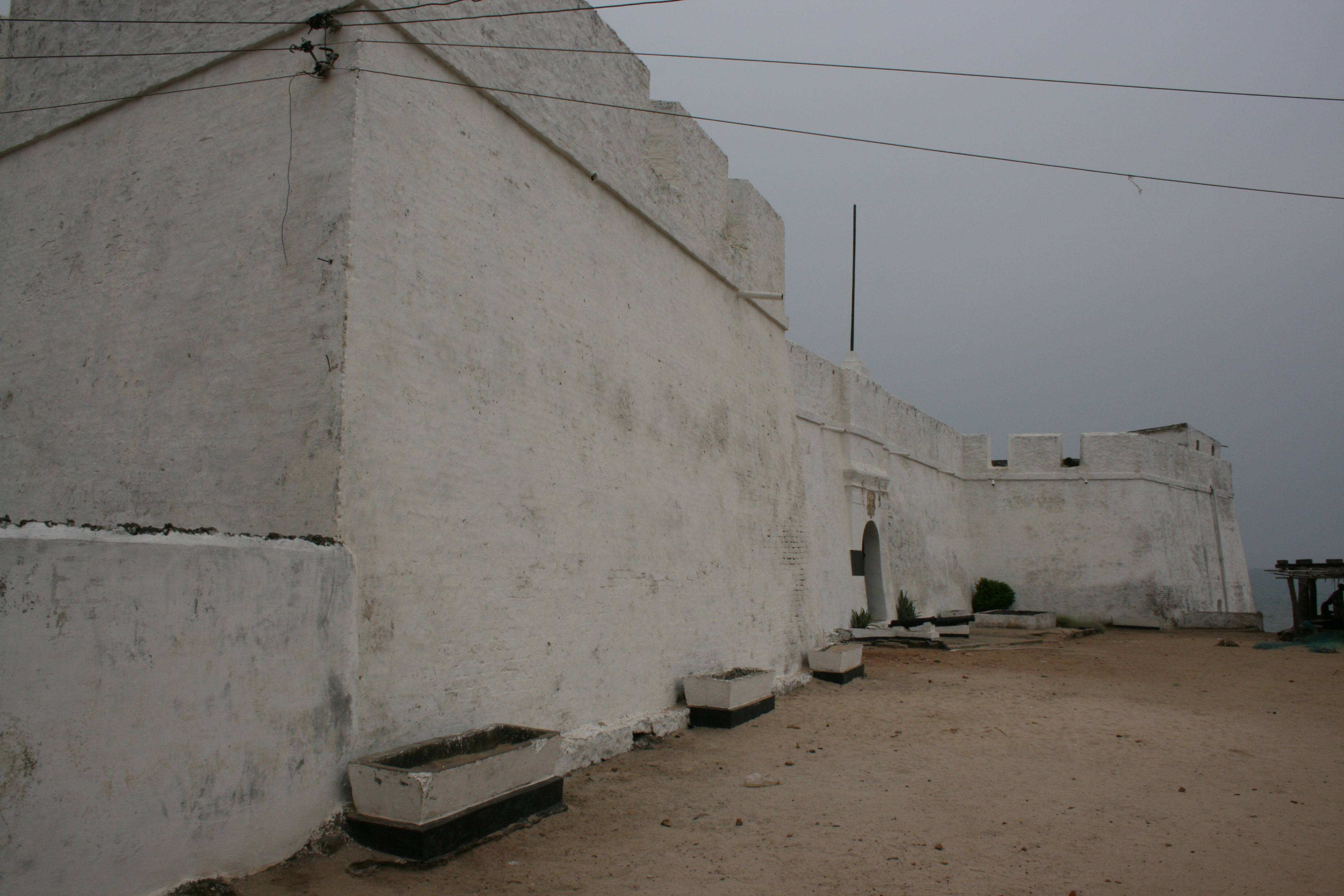
Fort Anomabu. Gebouwd door de Nederlanders in 1640. Veranderde 4 keer van eigenaar : van Nederlands naar Zweeds, naar Deens, terug Nederlands en uiteindelijk Brits

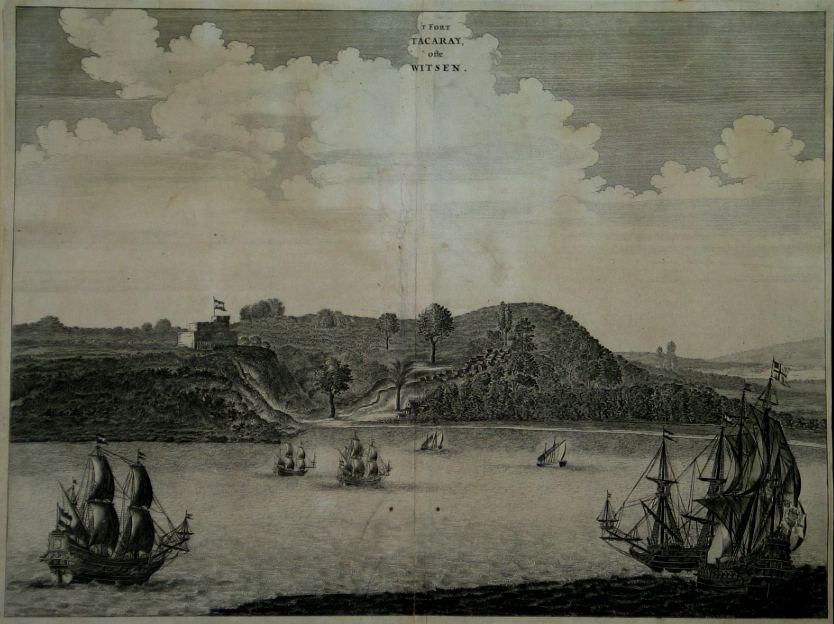
Fort Witsen bij Takoradi op de Goudkust. Cornelis Witsen werd in 1655 bewindhebber van WIC, dat het fort van 1653–1658 in Zweedse handen was is niet helemaal duidelijk. Een bouwjaar 1656 ligt meer voor de hand.

De Zweedse Afrikacompagnie of Guineacompagnie (Zweeds: Svenska Afrika Kompaniet) was een Zweedse handelscompagnie opgericht in 1649 op initiatief van Louis de Geer en zijn zoon Laurens en met koninklijke goedkeuring van Christina I van Zweden. De organisatie handelde met Afrika en de Caraïben, ten zuiden van de Canarische eilanden. Laurens de Geer bestierde dit bedrijf zo'n beetje in zijn eentje.

## Geschiedenis
De compagnie werd opgericht in Hamburg, maar handelsactiviteiten van de compagnie verplaatste de handel De Geer naar Stade en Bremen, destijds Zweeds gebied. In oktober 1649 werd Hendrik Carloff voor de periode van drie jaar aangenomen door Laurens de Geer. Hij vertrok in december 1649.
Op 22 april 1650 tekende Carloff een contract voor de aankoop van grond van het stamhoofd van de Efutu (Fetu). Er ontstond ruzie met Thomas Crispe en John Buckle van de Engelse Company of Merchants Trading to Guinea, die met Henniqua, een neef van Fetu onderhandelden over een Britse handelspost. Op 28 mei 1650 was er een memorabele bijeenkomst. Zowel de Zweden als de Britten tekenden een verdrag met het stamhoofd; de Engelsen verkregen slechts voor een half jaar het recht te handel te drijven, maar vanwege de woedende protesten is hen toegezegd tot september 1652 te kunnen blijven.
In december 1651 verlieten drie Zweeds schepen de haven van Stade met bouwmateriaal voor Christiansborg en Fort Batenstein. De activiteiten werden geleid door Carloff. Met textiel, huishoudelijke artikelen en sieraden, maar ook met Zweedse ijzer werd ruilhandel gedreven met de plaatselijke bevolking, die ivoor, goud en suiker leverden. Op zijn terugreis is Carloff in september 1652 opgebracht met het schip Christina in Plymouth. Als lading had hij twintig zakjes goud en ca 6.500 olifantentanden. De gouden ringen, kettingen en armbanden werden naar de Tower gebracht. Door bemiddeling van Axel Oxenstierna kwam hij weer vrij.
Rond 1653 werd door de Zwitser Isaac Melville een handelspost met fort Carolusburg gebouwd op Cabo Çorso aan de Goudkust in het huidige Ghana.
In 1654 werd een poging gedaan de handelsactiviteiten te verplaatsen naar de vrijhaven Goteborg, maar is vanwege de excentrische ligging afgeketst. Niet lang daarna is Carloff beschuldigd van privéhandel en er is een nieuwe gouverneur benoemd, Johan Filip von Krusenstierna.

## Deense verovering
Uit ontevredenheid met de bewindhebbers bood Carloff zijn diensten aan de Deense koning. Er werd een Glückstädter Afrika Compagnie opgericht (maart 1657), geldig voor een periode van 25 jaar en het recht het door hem zelf gestichte Fort Carolusborg te heroveren. Het schip, dat voorzien was van 18 kanonnen en 48 bemanningsleden kwam op 25 januari ten oosten van Fort Carolusborg aan dat op 27 januari 1658 werd veroverd toen 's ochtends de poort werd geopend. Von Krusenstierna werd gearresteerd, de bedrijfsactiva (inclusief ongeveer 185 kg goud en enkele tonnen ivoor) en het voor anker liggende schip "Stockholm Slot" werden in beslag genomen. De Zweedse handelspost en de manschappen werd een onderdeel van de Deense Afrika Companie. Voor koning Karel X Gustaaf van Zweden was dit een reden om de vredesbesprekingen met Denemarken af te houden. Carloff gaf het bevel aan een zekere Samuel Schmidt en voer terug naar Glückstadt met 800 pond goud, dat hij uit de handen van de Zweedse autoriteiten redde, door in maart 1659 met een smakschip via Harlingen naar Amsterdam te varen.
Omstreeks diezelfde tijd, in augustus 1657, had Laurens de Geer onder Zweedse vlag een schip uitgerust om handel te drijven op Curaçao. Mogelijk liet eind van dat jaar in Hamburg nog twee schepen uitrusten om het fort terug te veroveren. Ze voeren onverrichte zake terug, toen de Nederlanders zich verdedigden. Schmidt had ondertussen het Zweeds/Deense forten zonder Deense toestemming verkocht aan de Nederlanders en voer stiekem naar Angola met de opbrengst. De plaatselijke handelaren waren ontevreden met de Nederlanders en verzochten de Zweden terug te keren.

## Opnieuw Zweeds
Bij het Vrede van Roskilde of de Vrede van Kopenhagen (1660) werd bepaald dat de forten zou worden teruggegeven aan de Zweden, maar toen bleek dat Schmidt alle Deense bezittingen op 16 april 1659 had verkocht aan de WIC-directeur Jasper van Heussen mogelijk in opdracht van Carloff en nadat bekend werd dat Denemarken door Zweden was bezet tijdens de Deens-Zweedse Oorlog (1657-1658). Toen de Fetu doorkregen wat er was gebeurd werd het WIC-fort aangevallen door ongeveer 2.000 krijgers, die met handgranaten - vanuit het fort geworpen flessen gevuld met buskruit en brandende lonten - konden worden afgehouden. Schmidt had de opdracht of ging ervandoor met een deel van het goud. maar ook een zekere Jan Christiaansz. Canter had geen schone handen.
De laatste Zweedse gouverneur was de Hamburger Anton Voß (1660–22.4.1663). In april 1663 was het fort Carolusburg weer in Nederlandse handen. De Zweedse Afrika Compagnie is in 1663 opgeheven toen de WIC een schadevergoeding van 350.000 gulden had betaald aan de Zweden voor drie forten.

## Bron
- Roever, N. de (1889) Twee concurrenten van de eerste West-Indische Compagnie. In: Oud-Holland.